# Daniil Fominych
Daniil Sergeevič Fominych (trasl. angl.: Daniil Fominykh, in kazako Даниил Сергеевич Фоминых?; Petropavl, 28 agosto 1991) è un ciclista su strada kazako, professionista dal 2014.

## Palmarès

### Strada
- 2013 (CT Astana, una vittoria)

Campionati asiatici, Prova a cronometro Under-23
- 2014 (Astana Pro Team, una vittoria)

Campionati kazaki, Prova a cronometro
- 2018 (Astana Pro Team, una vittoria)

Campionati kazaki, Prova a cronometro
- 2019 (Astana Pro Team, una vittoria)

Campionati asiatici, Prova a cronometro
- 2021

Campionati kazaki, Prova a cronometro

#### Altri successi
- 2014 (Astana Pro Team)

2ª tappa Vuelta a Burgos (Burgos, cronosquadre)
- 2017 (Astana Pro Team)

Campionati asiatici, Cronosquadre
- 2019 (Astana Pro Team)

Campionati asiatici, Cronosquadre

## Piazzamenti

### Grandi Giri
- Vuelta a España

2014: ritirato (20ª tappa)

### Classiche monumento
- Giro delle Fiandre

2014: ritirato
2019: 94º
2020: ritirato
- Parigi-Roubaix

2014: 135º
2015: fuori tempo massimo
2019: ritirato

### Competizioni mondiali
- Campionati del mondo

Città del Capo 2008 - Cronometro Junior: 20º
Mosca 2009 - Cronometro Junior: 17º
Melbourne 2010 - Cronometro Under-23: 24º
Melbourne 2010 - In linea Under-23: 68º
Copenaghen 2011 - Cronometro Under-23: 22º
Copenaghen 2011 - In linea Under-23: 38º
Limburgo 2012 - Cronometro Under-23: 22º
Limburgo 2012 - In linea Under-23: 64º
Toscana 2013 - Cronometro Under-23: 9º
Toscana 2013 - In linea Under-23: 41º
Ponferrada 2014 - Cronosquadre: 12º
Ponferrada 2014 - Cronometro Elite: 38º
Ponferrada 2014 - In linea Elite: ritirato
Richmond 2015 - Cronometro Elite: 34º
Innsbruck 2018 - In linea Elite: ritirato
Yorkshire 2019 - Cronometro Elite: 37º
Imola 2020 - Cronometro Elite: 43º
Imola 2020 - In linea Elite: ritirato
Fiandre 2021 - Cronometro Elite: 36º
Fiandre 2021 - In linea Elite: ritirato